# ハンス・アクセル・フォン・フェルセン
ハンス・アクセル・フォン・フェルセン（Hans Axel von Fersen [hɑːns ˈaksɛl fɔn ˈfæʂɛn], 1755年9月4日 - 1810年6月20日）伯爵は、政治家、軍人。スウェーデンの名門貴族で王室顧問であるフレドリク・アクセル・フォン・フェルセン侯爵の子。スウェーデン国王グスタフ3世の寵臣。また、マリー・アントワネットとルイ16世から深く信頼され、特にマリー・アントワネットとの交流が有名。フランス革命において、国王夫妻の助命に奔走した。国王夫妻の没後1794年10月にスウェーデンに帰国し、グスタフ4世に仕えたが、1809年3月にグスタフ4世が退位。1810年6月20日、王太子カール・アウグストの遺体を護衛中、暴徒に襲われ死去。

## 生涯

### 青年期
フレドリク・アクセル・フォン・フェルセンの息子として、1755年9月4日にストックホルムで生まれた。家庭教師の指導を受け、ついでブラウンシュヴァイクとトリノで教育を受けた。
1779年にフランス軍の王立バヴィエール連隊に入隊した後、ロシャンボー伯爵の副官としてアメリカ独立戦争に参戦、1781年のヨークタウンの戦いで戦功をあげた。1783年にはジョージ・ワシントンからシンシナティ協会勲章を受けた。独立戦争の後は1783年にフランスに戻り、宮廷で人気を博し、王妃マリー・アントワネットの愛人となった。
同じ頃にピサにいたスウェーデン王グスタフ3世の招聘を受け、グスタフ3世に同伴してイタリアを旅した後、1784年にスウェーデンに帰国した。1785年にフランスの王立スウェーデン連隊隊長に任命され、1788年に第一次ロシア・スウェーデン戦争が勃発すると連隊とともにフィンランドに渡った。同年秋には政治情勢が悪化していたフランスに派遣された。派遣の理由はフェルセンがフランス王家と懇意で、グスタフ3世が駐仏大使のスタール男爵を信用しなくなったためとされる。

### フランス革命期
フェルセンはフランス王家がパリに軟禁されている限り、王家が勝利する望みはないと判断して、王家の亡命を手配した。これが1791年6月のヴァレンヌ事件である。王家の脱出当日、フェルセンは馬車の御者として王家をテュイルリー宮殿のあるカルーゼル広場からサン・マルタン門（現パリ10区）、ついでパリ郊外のボンディに送り届けた。ただし、フランス王家の逃亡は結局失敗に終わった。
1791年8月、フェルセンはウィーンに派遣され、神聖ローマ皇帝レオポルト2世を説得して対仏大同盟を結成しようとしたが、レオポルト2世は何もしようとせず、フェルセンは代わりにオーストリア領ネーデルラントのブリュッセルに転じた。1792年2月には駐ポルトガル大使の身分証明を偽造してパリに入城、13日と14日の2度にわたって王家と面会したが、再度の逃亡は不可能と判断、21日に再度テュイルリー宮殿を訪れた後は27日にブリュッセルに帰った。

### 溶暗期

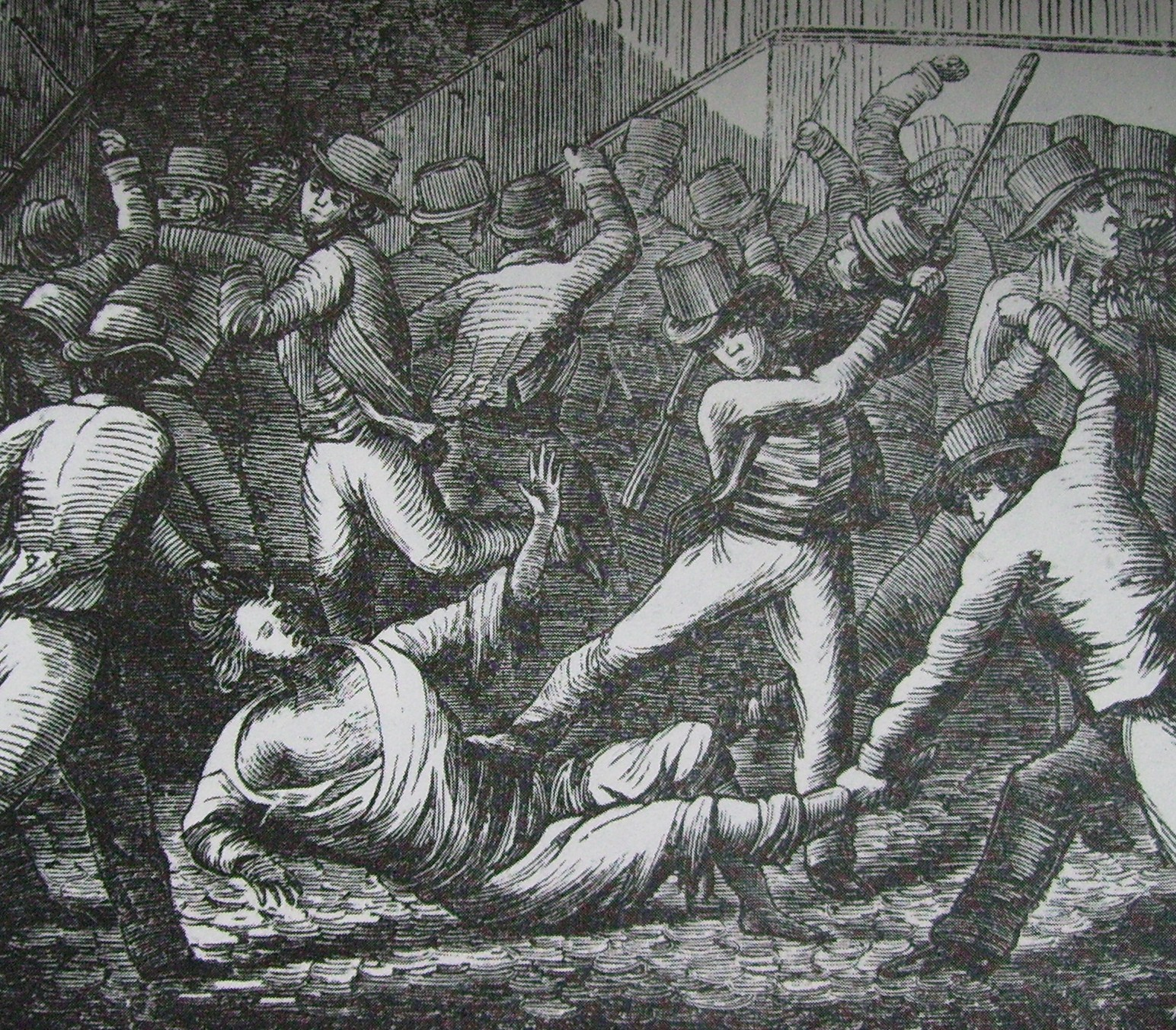
フェルセンの撲殺（1810）

スウェーデンでは1792年にグスタフ3世が暗殺され、代わって即位したグスタフ4世アドルフが若年だったため、グスタフ3世の弟カールが摂政を務めた。この時期はグスタフ3世の支持者が失脚した時期だったが、1796年にグスタフ4世が成人するとグスタフ3世の支持者が再び権力を握った。フェルセンも1799年にウプサラ大学学長に、1801年に宮内相に任命され、1802年に中将に昇進した。また1797年にはスウェーデン代表としてラシュタット会議に参加した。1805年にスウェーデンが第三次対仏大同盟に参加すると、フェルセンはグスタフ4世に同伴してドイツに向かった。プロイセン王フリードリヒ・ヴィルヘルム3世がフランスへの宣戦布告を拒否したとき、グスタフ4世が報復としてプロイセンに侵攻しようとしたが、フェルセンがそれを阻止したため、グスタフ4世の腹心から外された。

### 最期
国王との対立により、グスタフ4世が廃位された1809年クーデターでは中立の立場をとった。そのため、革命後は地位を保ち、大将に昇進したが、保守派としてグスタフ4世の息子で王太子だったグスタフを擁立しようとした。国王に即位したカール13世は王太子にアウグステンブルク家のクリスチャン・アウグストを指名したが、クリスチャン・アウグストは1810年5月にスコーネで急死した。
クリスチャン・アウグストの死後、フェルセンとその妹ソフィー・ピーペルがクリスチャン・アウグストを毒殺したという噂が流れた。『ブリタニカ百科事典第11版』はこの噂を誹謗であるとし、その出所も不明としたが、反グスタフ派はこの噂を利用した。
1810年6月20日にクリスチャン・アウグストの遺体がストックホルムに運ばれると、フェルセンは宮内相としてそれを迎えた。やがて群衆が暴動を起こし、「殺人者」と叫びながら投石しはじめた。士官2人がフェルセンを国会議事堂に護送し、そこに軟禁する形で群衆の怒りを鎮めようとしたが、フェルセンは議事堂前の階段でリンチされて死亡した。暴動は1時間以上続いたが、現場にいた近衛連隊は暴動を制止しなかったという。
グスタフ派に属するグスタフ・マウリッツ・アルムフェルトは暴動の責を群衆に帰すべきではなく、「こんな事件が正規軍のいる場で白昼堂々と起こった」と疑問を呈し、『ブリタニカ百科事典第11版』はカール13世政権がグスタフ派の勢力を弱体化させようとして、アルムフェルトが逃げたためフェルセンが被害を受けたと評している。
1810年12月、裁判所がクリスチャン・アウグストは病死であるとの判断を下し、フェルセンは汚名をそそがれ、高官としての葬儀を許された。